# Морне-сюр-Алье
Морне́-сюр-Алье́ (фр. Mornay-sur-Allier) — коммуна во Франции, находится в регионе Центр. Департамент — Шер. Входит в состав кантона Санкуэн. Округ коммуны — Сент-Аман-Монтрон.
Код INSEE коммуны — 18155.

## География
Коммуна расположена приблизительно в 240 км к югу от Парижа, в 150 км юго-восточнее Орлеана, в 60 км к юго-востоку от Буржа.
Вдоль восточной границы коммуны протекает река Алье.

## Население
Население коммуны на 2008 год составляло 456 человек.
| 1962 | 1968 | 1975 | 1982 | 1990 | 1999 | 2008 |
| ---- | ---- | ---- | ---- | ---- | ---- | ---- |
| 425  | 438  | 403  | 394  | 407  | 440  | 456  |

## Администрация
| Период | Период | Фамилия       | Партия | Примечания |
| ------ | ------ | ------------- | ------ | ---------- |
| 1983   | 1989   | Бернар Лекуэн |        |            |
| 1989   | 1995   | Жан Анклер    |        |            |
| 1995   | 2014   | Бернар Лекуэн |        |            |

## Экономика
В 2007 году среди 281 человека в трудоспособном возрасте (15-64 лет) 186 были экономически активными, 95 — неактивными (показатель активности — 66,2 %, в 1999 году было 60,7 %). Из 186 активных работали 160 человек (88 мужчин и 72 женщины), безработных было 26 (13 мужчин и 13 женщин). Среди 95 неактивных 23 человека были учениками или студентами, 40 — пенсионерами, 32 были неактивными по другим причинам.

## Фотогалерея

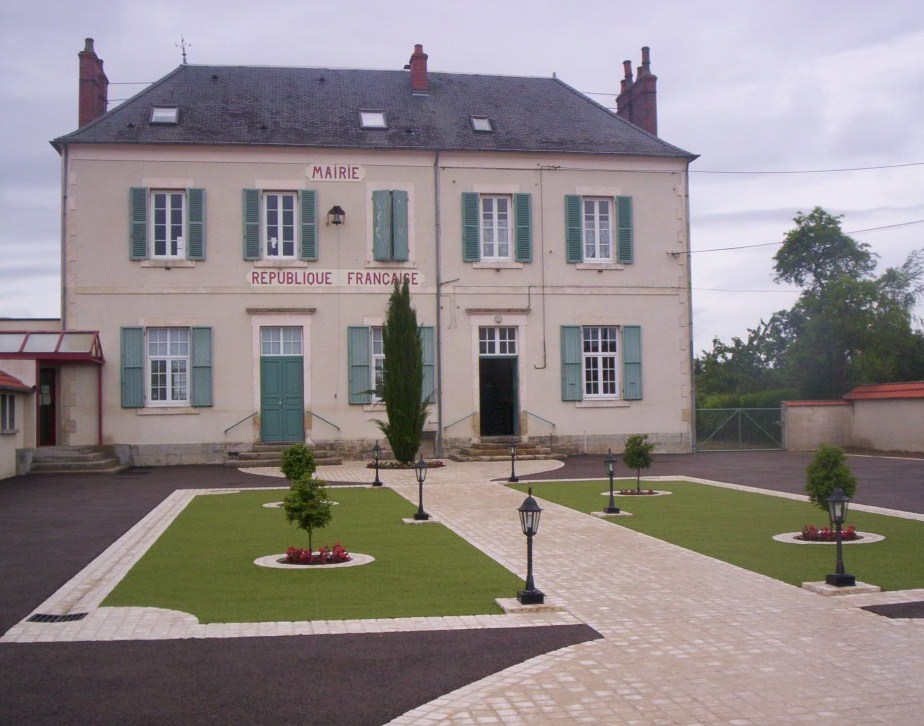
Мэрия
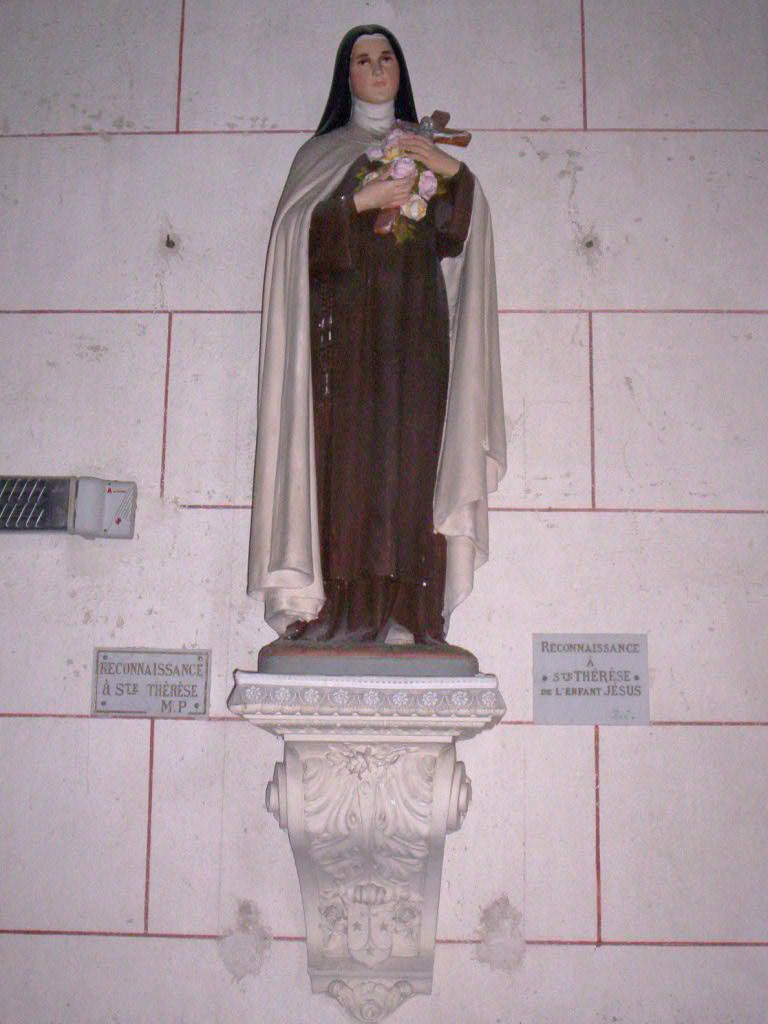
Статуя Св. Терезы в церкви
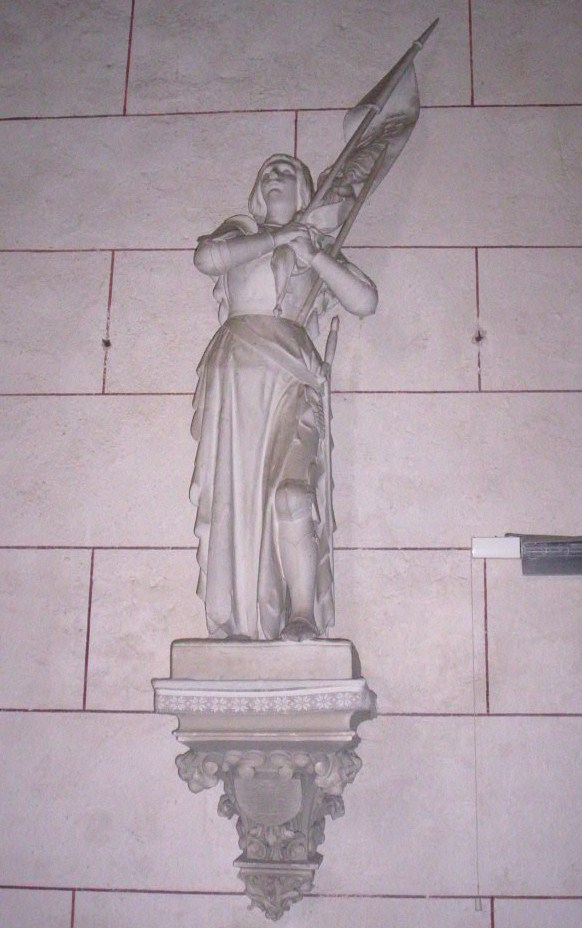
Статуя Жанны д’Арк в церкви
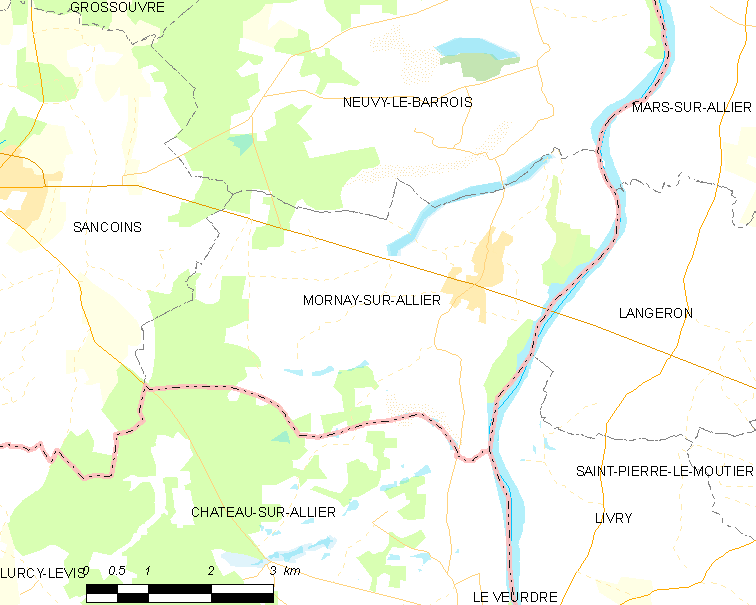
Карта коммуны